# Ректор (сериал)
«Ре́ктор» — российский комедийно-драматический телесериал Романа Фокина. Производством проекта занималась Студия творческих инициатив «Открытие» при поддержке Института развития интернета.
Премьера всех восьми серий состоялась в онлайн-кинотеатре Premier 25 апреля 2024 года.

## Сюжет
Молодой учёный Лаврентий Семёнович Тимошин, или попросту Лаврик, не первый год трудится над разработкой лекарства от страха. Больше всего оно необходимо ему самому, поскольку Лаврик боится окружающего мира: свою маму, научных свершений, отношений и перемен на работе. Жизнь Тимошина резко меняется, когда ректор института Богомолов решает уйти в отставку и предлагает Лаврику занять его место.

## Актёры и роли

### В главных ролях
| Актёр               | Роль                                  |
| ------------------- | ------------------------------------- |
| Владимир Канухин    | Лаврик (Лаврентий Семёнович Тимошин)  |
| Никита Санаев       | Даниил Логинов друг Лаврика           |
| Анастасия Шукевич   | Алиса Витальевна возлюбленная Лаврика |
| Виктория Полторак   | Нина Вениаминовна секретарь           |
| Елена Морозова      | Регина Порфирьевна Стальная           |
| Михаил Горевой      | Вячеслав Павлович Богомолов           |
| Евгения Ивашова     | Вера Игнатьевна                       |
| Даниил Спиваковский | следователь                           |

### В ролях
| Актёр            | Роль                  |
| ---------------- | --------------------- |
| Ирина Низина     | мама Лаврика          |
| Елена Анищенко   | хореограф             |
| Александр Ефимов | начальник следователя |

## История создания
Идею проекта придумал Роман Мельников, который в 2021 году проходил обучение и стал победителем курса «Сценарий сериала» в рамках проводимой порталом «Кино-театр.ру» творческой лаборатории KINO-TEATR.LAB. Пилот был сразу взят в разработку, однако в процессе работы над ним сценарий сильно видоизменился.
В 2022 году проект был представлен в рамках деловой программы Work in Progress на IV фестивале сериалов «Пилот» в Иваново.
Съёмки сериала проходили осенью 2023 года в Москве и Московской области и длились почти два месяца. Основной съёмочной площадкой стал Университет науки и технологий МИСиС.
Сериал вошёл в конкурсную программу III фестиваля художественного контента стриминговых платформ ORIGINAL+. Две первых серии проекта были показаны 28 февраля 2024 года.
4 апреля 2024 года две первых серии были показаны ректорам ведущих российских вузов в рамках Московского международного Салона Образования.
16 апреля 2024 года прошла светская премьера сериала в кинотеатре «Москино Музейный».
8 июля 2024 года стало известно, что сериал набрал более 20 млн просмотров в онлайн-кинотеатре Premier и социальной сети «ВКонтакте».

## Мнения о сериале
Сериал получил неоднозначные оценки критиков и журналистов.
- Дмитрий Сосновский, «Российская газета»:

Довольно забавная комедия со стремительно развивающимся сюжетом (даже, пожалуй, слишком стремительно).
- Вероника Скурихина, «Киноафиша»:

«Ректор» — это снова и снова проект про любовь. Которая, разумеется, служит лучшим лекарством от всех болезней, а также от страха, нервов и всего того, что мы так не любим в себе самих. Но этот сериал настолько насыщен мельчайшими деталями из реального НИИ, где проходили съёмки. Он настолько сыплет научной терминологией и так подробно перечисляет список проблем, с которыми сталкиваются учёные, всегда и до сих пор, что назвать его только романтической комедией было бы научной ошибкой. Это нескучное погружение в жизнь НИУ. Это подтверждение и развенчание стереотипов о людях науки и точных цифр. А ещё это просто смешные шутки для почти всех возрастов
- Евгений Шульгин, Lenta.ru:

Это и вправду непохожий ни на что сериал о научном сообществе, в котором есть и интриги, и подковёрная борьба, и рискованные эксперименты, и открытия, которые могут изменить всё. Фантастические разработки и невероятные амбиции Лаврика сулят множество комедийных историй.
- PostNews:

Атмосфера «Ректора» более чем живая и лишь умеренно гиковая: главный герой шоу — типичный «маленький человек», которому свойственны те же проблемы, переживания и чувства, что и всем остальным людям не из сферы науки.
- Максим Ершов, Film.ru:

«Ректор» — вторичный по форме, но свежий по отдельным деталям сюжета и персонажам сериал. Проект по касательной говорит о проблеме столкновения чиновников и учёных. Одним важны исключительно деньги, другим — наука. Однако ни о каких глобальных решениях или даже попытках осознать истоки вопроса речи не идёт.
- Тимур Алиев, «Кинопоиск»:

«Ректор» выглядит как робкая попытка сделать русскую «Теорию Большого взрыва» (на это явно намекает суперкороткий, 25 минут, хронометраж серий) напополам с «Хорошим доктором». Вот только Лаврик совсем не Шелдон Купер и не Шон Мерфи. Сериал продолжает усилившийся в 2020-х тренд на шоу про молодых учёных. Но, в отличие от «Доктора Преображенского» и «13-й клинической», история Лаврика лишена добавочного аттрациона — никакого ретро, никаких демонов и ведьм, всё строго по базовой инструкции.